# Tourenwagen-Weltmeisterschaft 2010

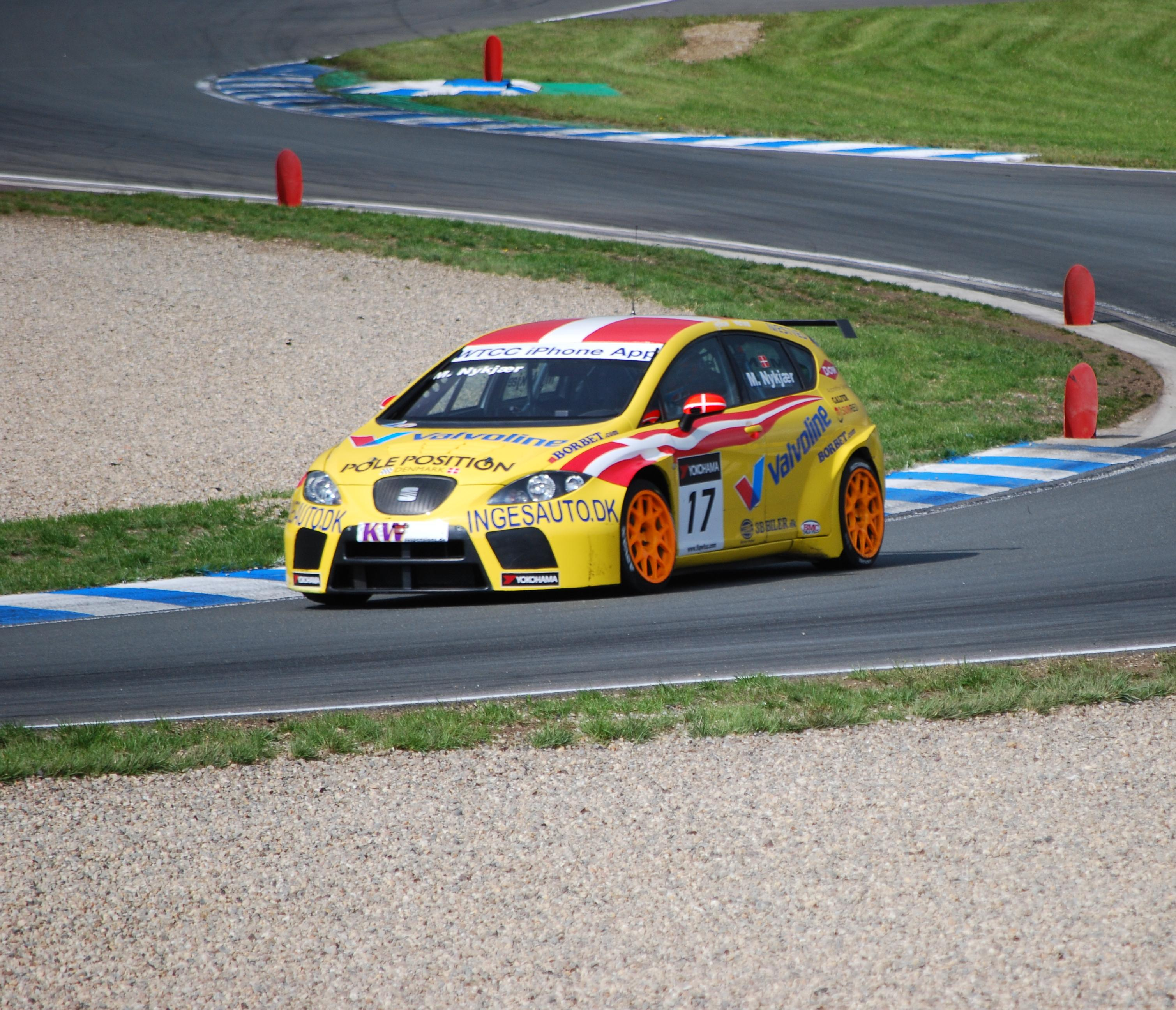
Michel Nykjær in Oschersleben

Die Tourenwagen-Weltmeisterschaft 2010 ist die sechste Saison der Tourenwagen-Weltmeisterschaft seit 2005. Sie begann am 7. März 2010 in Curitiba und wird am 21. November in Macao enden. Insgesamt waren zunächst 24 Rennen auf 12 Strecken vorgesehen, der Auftritt in Mexiko wurde jedoch aus Sicherheitsgründen abgesagt.
Vor Beginn der Saison kündigten Seat und Lada den völligen und BMW einen weitgehenden Rückzug als Werksteam an. Seat und BMW unterstützen aber weiterhin private Teams. Allerdings werden die Fahrer von Dieselfahrzeugen, darunter die Seat Leon TDI, als Werksfahrer gewertet und erhalten demnach keine Punkte für die Privatfahrerwertung.

## Teams und Fahrer
| Team                            | Fahrzeug            | Nr. | Fahrer               | Klasse | Wochenenden |
| ------------------------------- | ------------------- | --- | -------------------- | ------ | ----------- |
| SR-Sport                        | Seat Leon 2.0 TDI   | 1   | Gabriele Tarquini    |        | alle        |
| SR-Sport                        | Seat Leon 2.0 TDI   | 2   | Tom Coronel          |        | alle        |
| SR-Sport                        | Seat Leon 2.0 TDI   | 3   | Tiago Monteiro       |        | alle        |
| SR-Sport                        | Seat Leon 2.0 TDI   | 4   | Jordi Gené           |        | 1–9         |
| SR-Sport                        | Seat Leon 2.0 TDI   | 66  | André Couto          |        | 11          |
| SR-Sport                        | Seat Leon 2.0 TDI   | 73  | Michaël Rossi        |        | 10          |
| Zengő-Dension Team              | Seat Leon 2.0 TDI   | 5   | Norbert Michelisz    | R      | alle        |
| Chevrolet                       | Chevrolet Cruze     | 6   | Yvan Muller          |        | alle        |
| Chevrolet                       | Chevrolet Cruze     | 7   | Robert Huff          |        | alle        |
| Chevrolet                       | Chevrolet Cruze     | 8   | Alain Menu           |        | alle        |
| Chevrolet                       | Chevrolet Cruze     | 9   | Carlos Bueno         |        | 6           |
| Chevrolet                       | Chevrolet Cruze     | 35  | Vincent Radermecker  |        | 4           |
| BMW Team RBM                    | BMW 320si           | 10  | Augusto Farfus       |        | alle        |
| BMW Team RBM                    | BMW 320si           | 11  | Andy Priaulx         |        | alle        |
| Liqui Moly Team Engstler        | BMW 320si           | 15  | Franz Engstler       | I      | alle        |
| Liqui Moly Team Engstler        | BMW 320si           | 16  | Andrei Romanow       | I      | 1–5, 7–11   |
| Liqui Moly Team Engstler        | BMW 320si           | 42  | Tim Coronel          | I      | 6           |
| Liqui Moly Team Engstler        | BMW 320si           | 44  | Yoshihiro Ito        | I      | 10          |
| Liqui Moly Team Engstler        | BMW 320si           | 47  | Masaki Kanō          | I      | 11          |
| Liqui Moly Team Engstler        | BMW 320si           | 50  | Joseph Merszei       | I      | 11          |
| SUNRED Engineering              | Seat Leon 2.0 TDI   | 17  | Michel Nykjær        | R      | alle        |
| SUNRED Engineering              | Seat Leon 2.0 TFSI  | 38  | Tom Boardman         | I      | 6           |
| SEAT Swiss Racing by SUNRED     | Seat Leon 2.0 TDI   | 18  | Fredy Barth          | R      | alle        |
| Bamboo Engineering              | Chevrolet Lacetti   | 19  | Harry Vaulkhard      | I R    | 1–7         |
| Bamboo Engineering              | Chevrolet Lacetti   | 20  | Darryl O’Young       | I R    | alle        |
| Bamboo Engineering              | Chevrolet Lacetti   | 72  | Yukinori Taniguchi   | I      | 8–11        |
| Wiechers-Sport                  | BMW 320si           | 21  | Mehdi Bennani        | I R    | alle        |
| Wiechers-Sport                  | BMW 320si           | 46  | Masataka Yanagida    | I      | 10          |
| Poulsen Motorsport              | BMW 320si           | 24  | Kristian Poulsen     | I      | 3–11        |
| Scuderia Proteam Motorsport     | BMW 320si           | 25  | Sergio Hernández     | I      | alle        |
| Scuderia Proteam Motorsport     | BMW 320si           | 26  | Stefano d’Aste       | I      | 1–10        |
| Scuderia Proteam Motorsport     | BMW 320si           | 33  | Fabio Fabiani        | I      | 3, 7, 8     |
| Scuderia Proteam Motorsport     | BMW 320si           | 43  | Nobuteru Taniguchi   | I      | 10–11       |
| Scuderia Proteam Motorsport     | BMW 320si           | 33  | Kevin Chen           | I      | 10–11       |
| Exagon Engineering              | Seat Leon 2.0 TFSI  | 27  | Pierre-Yves Corthals | I      | 4           |
| eBay Motors/WSR                 | BMW 320si           | 29  | Colin Turkington     | I      | 5-6         |
| eBay Motors/WSR                 | BMW 320si           | 29  | Colin Turkington     | [ 3 ]  | 7           |
| Team Aviva-COFCO/WSR            | BMW 320si           | 29  | Colin Turkington     | [ 3 ]  | 10–11       |
| Maurer Motorsport               | Chevrolet Lacetti   | 30  | Ismaïl Sbaï          | I      | 2           |
| Maurer Motorsport               | Chevrolet Lacetti   | 31  | Youssef El-Marnissi  | I      | 2           |
| Chevrolet Team Sweden           | Chevrolet Cruze     | 34  | Leonel Pernía        |        | 3           |
| Seat Customers Technology       | Seat Leon 2.0 TFSI  | 39  | Marc Carol           | I      | 9           |
| Volvo Olsbergs Green Racing     | Volvo C30           | 41  | Robert Dahlgren      | *      | 6, 10       |
| Ho Chun Kei / Sports & You Asia | BMW 320si           | 51  | Henry Ho             | I      | 10–11       |
| Jacob & Co. Racing Team         | Honda Accord Euro R | 53  | Philip Ma            | I      | 11          |
| Team Novadriver Total           | BMW 320si           | 63  | César Campaniço      | I      | 11          |
| RPM Racing Team                 | Honda Accord Euro R | 64  | Chan Kin Man         | I      | 11          |
| Andy Racing Team                | Honda Civic Type R  | 65  | Io Keong Kuok        | I      | 11          |

| Kürzel | Berechtigt für         |
| ------ | ---------------------- |
| I      | Independents' Trophy   |
| R      | Rookie Challenge       |
| *      | Nicht punkteberechtigt |

## Fahrerwechsel
Gewechselte Teams
- Mehdi Bennani: Exagon Engineering → Wiechers-Sport
- Tom Coronel: Sunred Engineering → SR-Sport
- Stefano d’Aste: Wiechers-Sport → Proteam Motorsport
- Augusto Farfus: Schnitzer Motorsport (BMW Team Germany) → Racing Bart Mampaey
- Jordi Gené: Seat Sport → SR-Sport
- Sergio Hernández: ROAL Motorsport (BMW Team Italy-Spain) → Proteam Motorsport
- Tiago Monteiro: Seat Sport → SR-Sport
- Yvan Muller: Seat Sport → Chevrolet
- Michel Nykjær: Perfection Racing → Sunred Engineering
- Kristian Poulsen: Engstler Motorsport → Poulsen Motorsport
- Gabriele Tarquini: Seat Sport → SR-Sport
- James Thompson: Lada Sport → Hartmann Racing

WTCC-Neulinge
- Fredy Barth: Seat Leon Eurocup → Sunred Engineering
- Norbert Michelisz: Seat Leon Eurocup (Zengõ Motorsport) → Zengõ Motorsport
- Darryl O’Young: FIA-GT-Meisterschaft (Prospeed Competition) → Bamboo Engineering
- Harry Vaulkhard: British Touring Car Championship (Bamboo Engineering) → Bamboo Engineering

WTCC-Aussteiger
- Nicola Larini: Chevrolet → Rücktritt
- Jörg Müller: Schnitzer Motorsport (BMW Team Germany) → Le Mans Series (Schnitzer Motorsport)
- Alessandro Zanardi: ROAL Motorsport (BMW Team Italy-Spain) → Rücktritt

## Rennkalender
| Nr.    | Datum         | Strecke      | Sieger                          | Zweiter                         | Dritter                         | Sieger Privatiers               |
| ------ | ------------- | ------------ | ------------------------------- | ------------------------------- | ------------------------------- | ------------------------------- |
| 1, 2   | 7. März       | Curitiba     | Yvan Muller                     | Rob Huff                        | Alain Menu                      | Sergio Hernández                |
| 1, 2   | 7. März       | Curitiba     | Gabriele Tarquini               | Jordi Gené                      | Alain Menu                      | Sergio Hernández                |
|        | 11. April     | Puebla       | Aus Sicherheitsgründen abgesagt | Aus Sicherheitsgründen abgesagt | Aus Sicherheitsgründen abgesagt | Aus Sicherheitsgründen abgesagt |
| 3, 4   | 2. Mai        | Marrakech    | Gabriele Tarquini               | Rob Huff                        | Tiago Monteiro                  | Franz Engstler                  |
| 3, 4   | 2. Mai        | Marrakech    | Andy Priaulx                    | Yvan Muller                     | Tom Coronel                     | Mehdi Bennani                   |
| 5, 6   | 23. Mai       | Monza        | Andy Priaulx                    | Augusto Farfus                  | Rob Huff                        | Harry Vaulkhard                 |
| 5, 6   | 23. Mai       | Monza        | Yvan Muller                     | Tom Coronel                     | Rob Huff                        | Stefano d’Aste                  |
| 7, 8   | 20. Juni      | Zolder       | Gabriele Tarquini               | Yvan Muller                     | Alain Menu                      | Kristian Poulsen                |
| 7, 8   | 20. Juni      | Zolder       | Andy Priaulx                    | Rob Huff                        | Tiago Monteiro                  | Sergio Hernández                |
| 9, 10  | 4. Juli       | Portimão     | Tiago Monteiro                  | Yvan Muller                     | Gabriele Tarquini               | Sergio Hernández                |
| 9, 10  | 4. Juli       | Portimão     | Gabriele Tarquini               | Yvan Muller                     | Alain Menu                      | Darryl O’Young                  |
| 11, 12 | 18. Juli      | Brands Hatch | Yvan Muller                     | Rob Huff                        | Colin Turkington                | Colin Turkington                |
| 11, 12 | 18. Juli      | Brands Hatch | Andy Priaulx                    | Colin Turkington                | Gabriele Tarquini               | Colin Turkington                |
| 13, 14 | 1. August     | Brünn        | Rob Huff                        | Gabriele Tarquini               | Alain Menu                      | Kristian Poulsen                |
| 13, 14 | 1. August     | Brünn        | Andy Priaulx                    | Colin Turkington                | Alain Menu                      | Darryl O’Young                  |
| 15, 16 | 5. September  | Oschersleben | Alain Menu                      | Augusto Farfus                  | Yvan Muller                     | Kristian Poulsen                |
| 15, 16 | 5. September  | Oschersleben | Andy Priaulx                    | Augusto Farfus                  | Yvan Muller                     | Kristian Poulsen                |
| 17, 18 | 19. September | Valencia     | Gabriele Tarquini               | Yvan Muller                     | Rob Huff                        | Kristian Poulsen                |
| 17, 18 | 19. September | Valencia     | Tiago Monteiro                  | Yvan Muller                     | Gabriele Tarquini               | Kristian Poulsen                |
| 19, 20 | 31. Oktober   | Okayama      | Rob Huff                        | Yvan Muller                     | Norbert Michelisz               | Yukinori Taniguchi              |
| 19, 20 | 31. Oktober   | Okayama      | Colin Turkington                | Yvan Muller                     | Rob Huff                        | Darryl O’Young                  |
| 21, 22 | 21. November  | Macao        | Rob Huff                        | Yvan Muller                     | Tiago Monteiro                  | Kristian Poulsen                |
| 21, 22 | 21. November  | Macao        | Norbert Michelisz               | Gabriele Tarquini               | Rob Huff                        | Sergio Hernández                |

## Punktewertungen
| Pl. | Team               | Punkte |
| --- | ------------------ | ------ |
| 1.  | Yvan Muller        | 331    |
| 2.  | Gabriele Tarquini  | 276    |
| 3.  | Robert Huff        | 276    |
| 4.  | Andy Priaulx       | 246    |
| 5.  | Tiago Monteiro     | 177    |
| 6.  | Alain Menu         | 173    |
| 7.  | Augusto Farfus     | 167    |
| 8.  | Tom Coronel        | 136    |
| 9.  | Norbert Michelisz  | 104    |
| 10. | Colin Turkington   | 97     |
| 11. | Michel Nykjær      | 66     |
| 12. | Jordi Gené         | 61     |
| 13. | Fredy Barth        | 51     |
| 14. | Kristian Poulsen   | 20     |
| 15. | Darryl O’Young     | 15     |
| 16. | Sergio Hernández   | 9      |
| 17. | Franz Engstler     | 5      |
| 18. | Yukinori Taniguchi | 4      |
| 19. | Stefano d’Aste     | 3      |
| 20. | Mehdi Bennani      | 2      |
| 21. | Harry Vaulkhard    | 1      |
| 22. | Leonel Pernía      | 1      |

| Pl. | Team                      | Punkte |
| --- | ------------------------- | ------ |
| 1.  | Chevrolet                 | 715    |
| 2.  | SEAT Customers Technology | 641    |
| 3.  | BMW                       | 580    |

| Pl. | Fahrer               | Punkte |
| --- | -------------------- | ------ |
| 1.  | Sergio Hernández     | 156    |
| 2.  | Franz Engstler       | 127    |
| 3.  | Kristian Poulsen     | 117    |
| 4.  | Darryl O’Young       | 104    |
| 5.  | Mehdi Bennani        | 91     |
| 6.  | Stefano d’Aste       | 88     |
| 7.  | Colin Turkington     | 73     |
| 8.  | Harry Vaulkhard      | 61     |
| 9.  | Andrei Romanow       | 35     |
| 10. | Yukinori Taniguchi   | 33     |
| 11. | Marc Carol           | 16     |
| 12. | Pierre-Yves Corthals | 13     |
| 15. | Tom Boardman         | 8      |
| 16. | Philip Ma            | 8      |
| 17. | Nobuteru Taniguchi   | 8      |
| 18. | Fabio Fabiani        | 7      |
| 19. | Masataka Yanagida    | 6      |
| 20. | Tim Coronel          | 4      |

| Pl. | Fahrer                      | Punkte |
| --- | --------------------------- | ------ |
| 1.  | Scuderia Proteam Motorsport | 248    |
| 2.  | Bamboo Engineering          | 189    |
| 3.  | Liqui Moly Team Engstler    | 162    |
| 4.  | Poulsen Motorsport          | 110    |
| 5.  | Wiechers-Sport              | 94     |
| 6.  | eBay Motors/WSR             | 33     |
| 7.  | Seat Customers Technology   | 16     |
| 8.  | Exagon Engineering          | 12     |
| 9.  | Team Novadriver Total       | 12     |
| 10. | Sunred Engineering          | 8      |
| 11. | Jacob & Co. Racing Team     | 8      |

| Pl. | Fahrer            | Punkte |
| --- | ----------------- | ------ |
| 1.  | Norbert Michelisz | 167    |
| 2.  | Michel Nykjær     | 137    |
| 3.  | Fredy Barth       | 130    |
| 4.  | Darryl O’Young    | 94     |
| 5.  | Mehdi Bennani     | 94     |
| 6.  | Harry Vaulkhard   | 61     |